# Céline autour du monde
Pour plus de détails, voir Fiche technique et Distribution.
Céline autour du monde (Céline: Through the Eyes of the World) est un film documentaire canadien de Stéphane Laporte suivant la chanteuse québécoise Céline Dion pendant sa tournée Taking Chances, sorti en février 2010. Dans sa version originale, le film est sous-titré en anglais lors des scènes en coulisses, puisque Céline Dion et son mari, René Angélil, parlent français entre eux.

## Synopsis
Céline autour du monde retrace les moments forts de la tournée mondiale Taking Chances, qui conduit Céline Dion sur les routes de février 2008 à février 2009. On voyage ainsi avec elle, sa famille et son groupe aux quatre coins du monde : en Afrique, en Asie, en Océanie, en Europe, en Amérique (au total, la chanteuse aura traversé 25 pays et 93 villes).
Le DVD offre une version longue (une heure de plus que la version sortie en salle) du documentaire avec des scènes inédites. La chanteuse interprète 21 de ses plus grands titres tels qu'All by Myself, I'm Alive ou Pour que tu m'aimes encore.

## Fiche technique
- Distribution : The Hot Ticket
- Langue : Anglais, français